# 296号州际公路
296号州际公路（英語：Interstate 296，简称）是位於美国密歇根州境内的州际公路，全长5.52公里，均位于大急流城地区，属该州干线公路。296号州际公路南接大急流城市中心附近的196号州际公路，北连沃克境内的96号州际公路，大部分路段与州际公路标准建造的南北走向高速公路131号美国国道共线，不过国道要长得多。
296号州际公路的建造计划于20世纪50年代首次提出，1962年通车，但密歇根州交通部后来把所有路标去除，还把州官方地图上的路名删除。296号州际公路此后成为无路标公路，但在联邦公路管理局维护的州际公路文献中仍有记载。

## 路线详解
296号州际公路的起点位于密歇根州格兰德河（Grand River）以西，大急流城市中心的196号州际公路交汇口。交汇口附近偏左的是三条北向车道，偏右三条南向车道，和美国大部分公路的车道安排相反。从交汇口向北走完196号州际公路的坡道后，南向路段逐渐越过北向路段，恢复左侧南下，右侧北上的标准格局。296号州际公路在格兰德河西侧沿河北上，公路起点对岸是第六街大桥公园和贝尔纳普山（Belknap Hill），南边是杰拉尔德·福特博物馆及隔河相望的德沃斯广场会议中心（DeVos Place Convention Center）。公路西侧是居民区，东面是商业区与格兰德河。公路在安街（Ann Street）交流道以南跨过大急流城东部铁路（Grand Rapids Eastern Railroad），经过安街后道路加宽，以容纳中间的草皮分隔带。高速公路最后从安街北面逐渐离开大急流城，进入沃克（Walker）范围。
接下来296号州际公路逐渐接近96号州际公路，从三角洲综合竞技场（DeltaPlex Arena）东面经过，中间的隔离带进一步拓宽，与沃克的康斯托克河滨公园（Comstock Riverside Park）隔河相望。公路左侧加多一车道，变成四车道。无路标的296号州际公路占据左侧两条车道，形成州际公路在131号国道上的左出口。296号州际公路与131号美国国道分开后继续向西北延伸，国道则沿格兰德河岸向东北延伸。接下来州际公路经过CSX運輸旗下铁路，从西河大道（West River Drive）上跨过。通向西北方向的出口分成左右两条道路，左侧通至37号密歇根州州道北上段（高山大道），右侧是96号州际公路东向段。经过出口后，296号州际公路北上车道与96号州际公路西向车道融合并完结。南下车道从96号州际公路与高山大道交汇处开始，向东南方向蜿延前进，在安街北面与131号国道南下车道融合。

## 历史

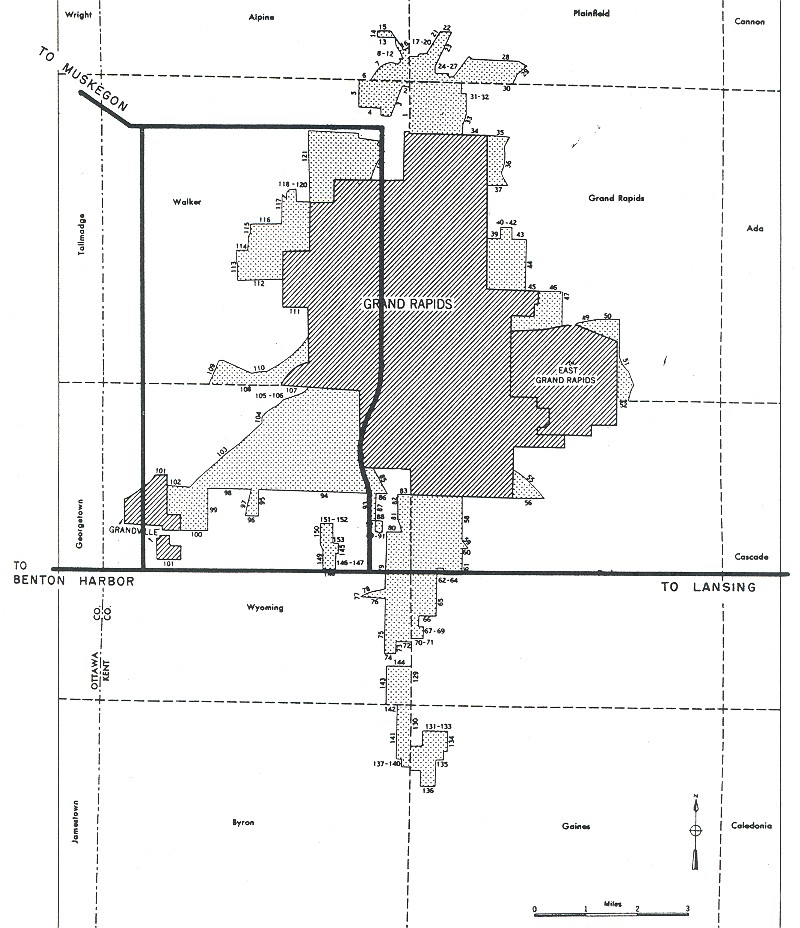
1955年大急流城地区高速公路规划图

296号州际公路／131号美国国道一线的高速公路发展计划是在20世纪50年代诞生。1955年“国家州际公路网通用选址”之后发展成州際公路系統，其中就提议在大急流城内及周边修建高速公路，包括市中心附近南北走向的高速公路。296号州际公路于1957年加入州际公路网，由联邦政府出资建造。
1962年12月17日上午十点，位于珍珠街（Pearl Street）和当时196号州际公路／16号美国国道之间的131号美国国道正式通车，这段高速公路与296号州际公路完全重叠，与大急流城北面的196号州际公路和市中心（南面）的96号州际公路相连。之后大急流城西城的96号州际公路和196号州际公路编号对换，即过去的96号如今称196号；过去的196号现名96号。1969年，大急流城的37号州道改道，以充分利用城市东北部的96号州际公路，不再直连296号州际公路／131号美国国道。
20世纪70年代末，密歇根州交通部参与联邦公路管理局支持的“积极指导示范项目”（Positive Guidance Demonstration Project），两机构合作审查96号州际公路／37号州道与296号州道／131号国道交汇口附近的路标，密歇根州交通部认定，296号州际公路的标牌有可能误导司机并引发混乱。1979年4月，联邦公路管理局认可州交通部的看法，同意移除所有296号州际公路的路标及公共地图指引。州交通部再于1979年6月22日向美国州级公路和运输官员协会申请落实上述建议，称“除名义上是州际公路外，296号州际公路没有任何用处”，协会于10月13日批准。同年10月24日，密歇根州交通部又向联邦公路管理局申请移除路标和地图指令的正式许可，联邦公路管理局于12月3日批准，但要求交通部在正式文献中继续保持296号州际公路的记录，还将公路明确保留在州际公路网中，用于拨款及其他用途。从1980年开始，密歇根州官方地图不再包含296号州际公路的信息。其他地图偶有标识，如肯特县道路委员会出版的版本，联邦公路管理局的“路线日志和查找器列表”所列州际公路网也包含296号州际公路。

## 出口
全線均位於肯特县境內。
| 地點                                       | 英里  | 公里  | 出口 | 接點                                                                            | 備註                                                                               |
| ------------------------------------------ | ----- | ----- | ---- | ------------------------------------------------------------------------------- | ---------------------------------------------------------------------------------- |
| 大急流城                                   | 0.000 | 0.000 | 86   | 196號州際公路（杰拉尔德·福特高速公路）—兰辛、霍兰德 · 131號美國國道 南—卡拉马祖 | 无图标的296号州际公路与131号美国国道重叠，东侧出口标识86，西侧出口标识86。         |
| 大急流城                                   | 0.815 | 1.312 | 87   | 伦纳德街                                                                        | 过去的131号美国国道商务公路                                                        |
| 大急流城                                   | 1.566 | 2.520 | 88   | 安街                                                                            |                                                                                    |
| 沃克                                       | 2.648 | 4.262 | 89   | 131號美國國道 北—凯迪拉克                                                       | 与131国美国国道北端尽头并线，州际公路继续延伸到96号州际公路和131号国道之间的坡道。 |
| 沃克                                       | 2.957 | 4.759 | 89   | 96號州際公路 东／37號密西根州州道 南—兰辛                                       | 仅北行线出口                                                                       |
| 沃克                                       | 3.185 | 5.126 | 89   | 37號密西根州州道 北（高山大道）                                                 | 北行线左侧第二出口，连接37号州道北上段（高山大道）                                 |
| 沃克                                       | 3.393 | 5.461 | 89   | 96號州際公路 西—马斯基根                                                        | 北行线出口和南行线入口                                                             |
| 1.000英里＝1.609公里；1.000公里＝0.621英里 |       |       |      |                                                                                 |                                                                                    |

## 脚注
1. ↑  296号州际公路是在1978年前建成并纳入州际公路网。1978年《地面交通援助法》规定，此前所有其他法案授权建造的州际公路均由联邦政府提供资金，但根据美國法典第23编 § 第103(c)(4)(A)節授权增加的路段例外。[8][9]
2. ↑  296年州际公路大部分路段与131号美国国道共线，直接采用国道出口。